# Genasauria
Genasauria — група дзьобатих, травоїдних динозаврів. Група була названа палеонтологом Полом Серено у 1986 році, і, як правило, поділяється на Thyreophora, групу броньованих динозаврів, і Neornithischia, до якого увійшли рогаті і качині динозаври. Назва «Genasauria» використовувалася майже виключно Серено протягом декількох років, але отримала більш широкого використання в останні роки.